# National League

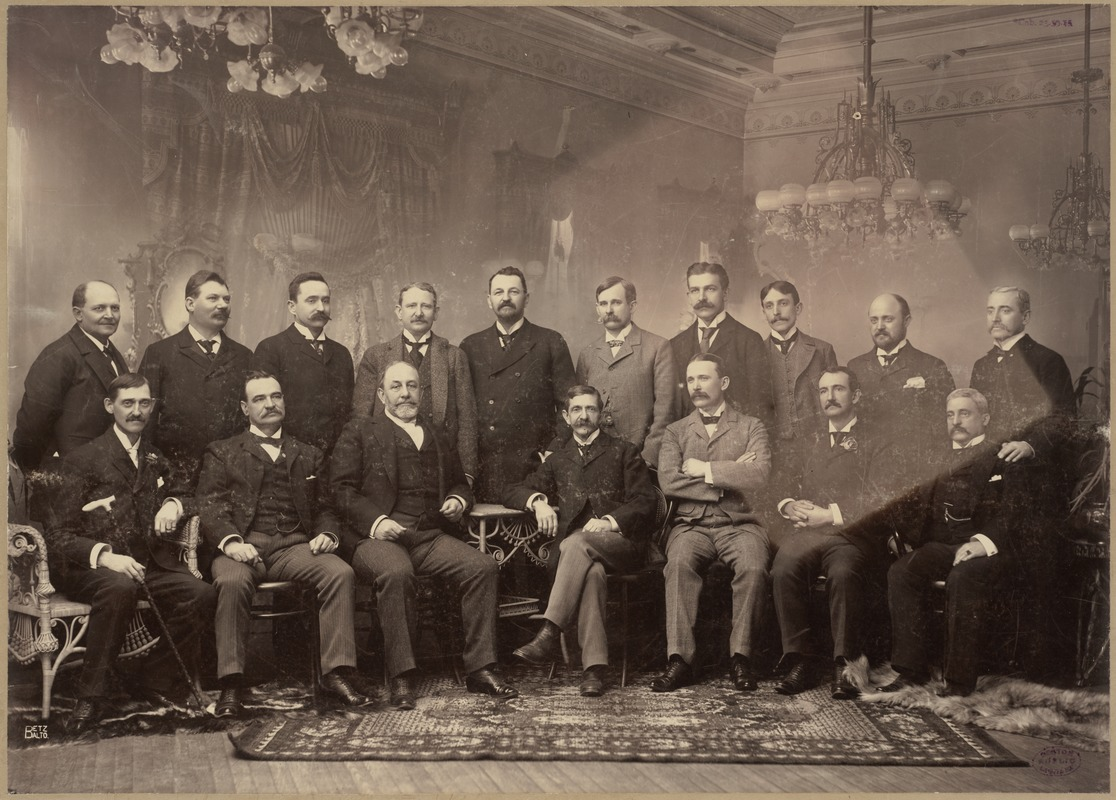
Delegados da Liga Nacional, em Baltimore, em fotografia da Biblioteca Pública Digital da América

National League (em português: Liga Nacional) geralmente se refere à organização mais propriamente conhecida como a National League of Professional Baseball Clubs (Liga Nacional de Clubes Profissionais de Beisebol), a mais velha (fundada em 2 de Fevereiro de 1876) das duas ligas que constituem a Major League Baseball nos Estados Unidos e Canadá (a outra é a Liga Americana). Começando com a temporada de 1903, os campeões da temporada regular têm se encontrado na World Series, à exceção de 1904 e 1994. O atual campeão desta Liga é o Philadelphia Phillies.

## Times

### Divisão Central
- Chicago Cubs
- Cincinnati Reds
- Milwaukee Brewers
- Pittsburgh Pirates
- St. Louis Cardinals

### Divisão Oeste
- Colorado Rockies
- Los Angeles Dodgers
- San Diego Padres
- Arizona Diamondbacks
- San Francisco Giants

### Divisão Leste
- Atlanta Braves
- Miami Marlins (antigo Florida Marlins)
- Philadelphia Phillies
- New York Mets
- Washington Nationals (Montreal Expos até 2004)

## Campeões da National League
| Títulos | Campeões              | Campeonatos |
| ------- | --------------------- | --- |
| 24      | Los Angeles Dodgers   | |
| 23      | San Francisco Giants  | 1888, 1889, 1904, 1905, 1911, 1912, 1913, 1917, 1921, 1922, 1923, 1924, 1933, 1936, 1937, 1951, 1954, 1962, 1989, 2002, 2010, 2012 e 2014 |
| 19      | St. Louis Cardinals   | 1926, 1928, 1930, 1931, 1934, 1942, 1943, 1944, 1946, 1964, 1967, 1968, 1982, 1985, 1987, 2004, 2006, 2011 e 2013                         |
| 18      | Atlanta Braves        | 1877, 1878, 1883, 1891, 1892, 1893, 1897, 1898, 1914, 1948, 1957, 1958, 1991, 1992, 1995, 1996, 1999 e 2021                               |
| 17      | Chicago Cubs          | 1870, 1876, 1880, 1881, 1882, 1885, 1886, 1906, 1907, 1908, 1910, 1918, 1929, 1932, 1935, 1938, 1945 e 2016                               |
| 9       | Pittsburgh Pirates    | 1901, 1902, 1903, 1909, 1925, 1927, 1960, 1971 e 1979                                                                                     |
| 9       | Cincinnati Reds       | 1919, 1939, 1940, 1961, 1970, 1972, 1975, 1976 e 1990                                                                                     |
| 8       | Philadelphia Phillies | 1915, 1950, 1980, 1983, 1993, 2008, 2009 e 2022                                                                                           |
| 5       | New York Mets         | 1969, 1973, 1986, 2000 e 2015 |
| 3       | ***Baltimore Orioles  | 1894, 1895 e 1896 |
| 2       | ***Providence Grays   | 1879 e 1884 |
| 2       | San Diego Padres      | 1984 e 1998 |
| 2       | Miami Marlins         | 1997 e 2003 |
| 1       | ***Detroit Wolverines | 1887 |
| 1       | Arizona Diamondbacks  | 2001 |
| 1       | Houston Astros        | 2005 |
| 1       | Colorado Rockies      | 2007 |
| 1       | Washington Nationals  | 2019 |
| 0       | Milwaukee Brewers     | |